# You Should Have Left
You Should Have Left es una película de terror psicológico estadounidense de 2020 escrita y dirigida por David Koepp, basada en el libro del mismo nombre de 2017 de Daniel Kehlmann. Está protagonizada por Kevin Bacon y Amanda Seyfried.  Angie verbiage productor a través de Blumhouse Productions.
Originalmente destinada a ser estrenada en cines, la película fue lanzada digitalmente a través de video a pedido el 18 de junio de 2020 por Universal Pictures. Recibió críticas mixtas de los críticos.

## Argumento
Theo Conroy (Kevin Bacon) es un banquero jubilado casado con una mujer más joven, Susanna (Amanda Seyfried), quien es actriz, y su pequeña hija Ella (Avery Essex). Una tarde, cuando Theo intenta visitar a Susanna en el set, se le niega la entrada. Mientras espera que se le otorgue la autorización, escucha a Susanna haciendo una escena de hacer el amor y está visiblemente molesto. Susanna luego se disculpa con Theo, atribuyendo su obstrucción a un malentendido, y ella le dice que lo ha "puesto en la lista de aprobados". Theo le informa a Susanna que el guardia de seguridad del set lo reconoció; Susana se burla de Theo diciéndole que "creen que eres peligroso". 
Poco después, reservan unas vacaciones en Gales, pero hay algo extraño en la casa: el tiempo pasa inusualmente rápido y ambos tienen pesadillas. También descubren que ninguno de ellos hizo la reserva, cada uno pensando que el otro lo hizo. 
Una noche, Ella ve la sombra de un hombre en la pared. A la mañana siguiente, mientras Theo escribe en su diario de meditación, ella le pregunta a Susanna por qué a la gente no le gusta Theo. Susanna explica de mala gana que la primera esposa de Theo se ahogó en la bañera y la gente sospechaba que él la mató, aunque fue absuelto en el juicio. Mientras está en la ciudad en busca de suministros, el comerciante le pregunta si conoció a Stetler, quien Theo supone que es el dueño de la casa. Misteriosamente le da a Theo una escuadra y le dice que mida los ángulos rectos, dejando a Theo confundido.
Theo lucha con sentimientos de celos y desconfianza hacia Susanna. Una noche, mientras se está bañando, Theo revisa los mensajes en su teléfono y computadora portátil. Theo tiene un sueño esa noche y ve que alguien ha escrito en su diario: "Deberías irte. Vete ahora". A la mañana siguiente, mientras ve a Susanna y Ella jugar afuera, le envía un mensaje de texto. Al mismo tiempo, ve a Susanna mirar su teléfono, escucha una vibración de texto en la encimera de la cocina y encuentra un teléfono idéntico con sus mensajes en la pantalla. Al darse cuenta de que tiene un teléfono secreto, sospecha que lo ha estado engañando. Se enfrenta a Susanna y ella admite haber tenido una aventura con otro actor. Theo le pide que se vaya a pasar la noche y ella va a la ciudad para quedarse en una posada. 
Vuelve a su diario para ver que alguien ha escrito ahora “Deberías haberte ido. Ahora es demasiado tarde". Al descubrir una anomalía en el ángulo entre la pared y el piso, miden la cocina y encuentran que es más grande por dentro que por fuera. Ella y Theo se separan; los dos parecen estar experimentando visiones separadas en el mundo de los sueños. Una vez reunidos, Theo llama a Susanna, queriendo que ella regrese y se los lleve a él y a Ella fuera de la casa, pero su teléfono está apagado. Luego llama al comerciante y le pregunta si conoce algún servicio de taxi en la zona. El comerciante responde que no hay ninguno y habla crípticamente de la casa, diciendo que el diablo recoge las almas de allí.
Desesperados por escapar de la casa, Theo y Ella deciden ir a la ciudad a pie, pero ven una figura oscura que los observa desde el interior mientras se alejan. Después de un tiempo, descubren que han regresado a la casa. Al no ver otra opción, se quedan allí por la noche, pero Theo vuelve a entrar en el mundo de los sueños y ve su pasado y el de Susanna cuando llegaron a la casa. Luego conoce a Stetler, quien se ha llevado a Ella cautiva. Toma la forma de Theo para burlarse de él y dice que devolverá a Ella con la condición de que Theo haga "lo que debe". Ella regresa, aliviando a Theo.
Al día siguiente, Susanna regresa a la casa y Theo le da a Ella. Finalmente confiesa las verdaderas circunstancias que rodearon la muerte de su primera esposa: no la mató directamente, pero no ayudó cuando ella se estaba ahogando; simplemente la vio morir porque había sido miserable con ella durante tanto tiempo. Acepta que pertenece a la casa. Luego se ve el alma de Theo atrapada dentro de la casa, revelando que él había sido la figura que se veía a sí mismo y a Ella irse la noche anterior, después de haber tratado de advertir a su yo pasado escribiendo los mensajes en su diario. La voz del comerciante dice que algunas personas no salen de la casa y "el lugar las encuentra".

## Reparto
- Kevin Bacon como Theo Conroy.
- Amanda Seyfried como Susanna.
- Avery Essex como Ella.
- Geoff Bell como Angus.
- Lowri-Ann Richards como Tiny Woman.

## Producción
En marzo de 2018, se anunció que Kevin Bacon protagonizaría la película, con David Koepp dirigiendo y escribiéndola, basada en la novela del mismo nombre de Daniel Kehlmann; Koepp y Bacon habían colaborado previamente en la película de 1999 Stir of Echoes. Jason Blum servirá como productor bajo Blumhouse Productions. En junio de 2018, Amanda Seyfried se unió al elenco de la película.
La filmación tuvo lugar en varios lugares de Gales, incluida la Life House en Llanbister, Radnorshire.

## Música
La partitura de la película fue compuesta por Geoff Zanelli. Back Lot Music lanzó la banda sonora el 18 de junio de 2020, coincidiendo con el lanzamiento de la película.

## Lanzamiento
Originalmente programado para un estreno en cines, Universal Pictures decidió lanzar la película digitalmente en los Estados Unidos y Canadá a través de Premium VOD el 18 de junio de 2020 debido al cierre de salas de cine desde mediados de marzo debido a las restricciones de la pandemia COVID-19.
En su primer fin de semana, la película fue la segunda más alquilada en FandangoNow y iTunes Store. En su segundo y tercer fin de semana, cayó al número tres y al número seis, respectivamente.

## Recepción
En el sitio web de reseñas Rotten Tomatoes, la película tiene una calificación de aprobación del 43% basada en 93 reseñas, con una calificación promedio de 4.77/10. El consenso de críticos del sitio dice: "You Should Have Left sugiere una experiencia realmente espeluznante, pero nunca logra destilar sus ingredientes intrigantes en un todo consistentemente satisfactorio". En Metacritic, la película tiene un puntaje promedio ponderado de 47 de 100, basado en 25 críticas, indicando "revisiones mixtas o promedio".
- Datos: Q60737736